# Liste der Kantone im Département Hauts-de-Seine
Das Département Hauts-de-Seine liegt in der Region Île-de-France in Frankreich. Es untergliedert sich in drei Arrondissements mit 23 Kantonen (französisch cantons).
Siehe auch: Liste der Gemeinden im Département Hauts-de-Seine

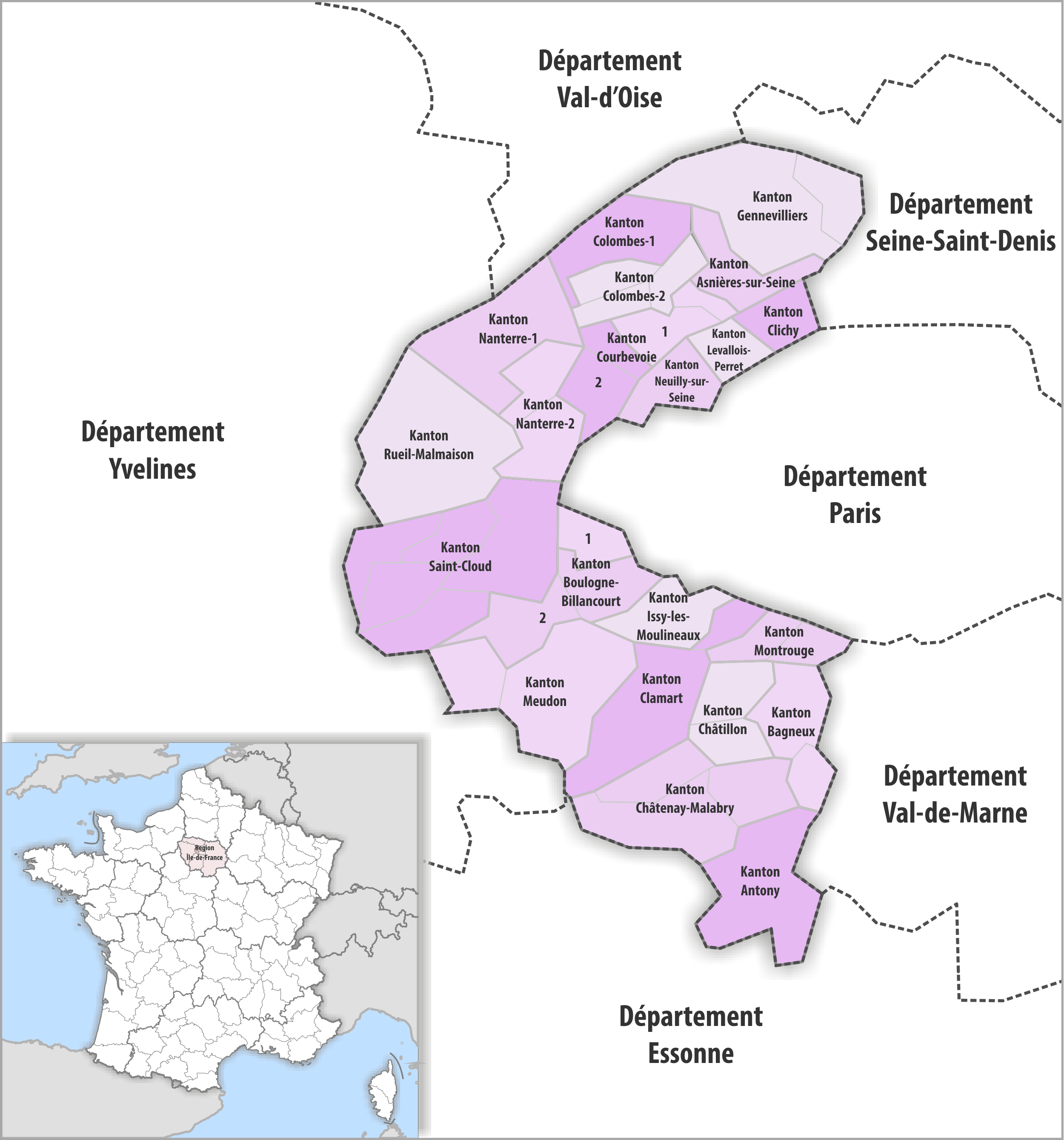
Gemeinden und Kantone im Département Hauts-de-Seine

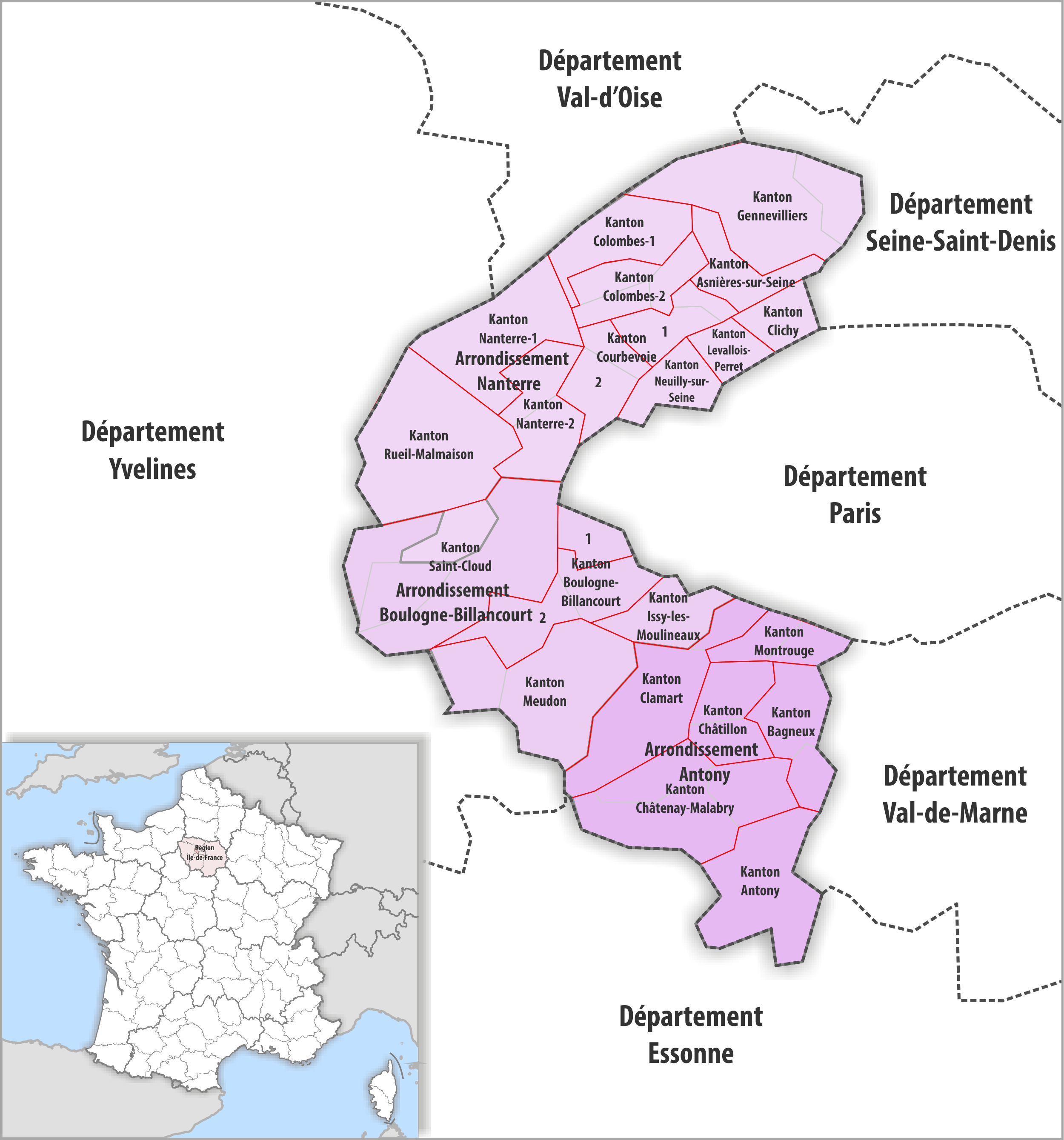
Gemeinden, Arrondissemente und Kantone im Département Hauts-de-Seine

| Kanton                     | Gemeinden | Einwohner 1. Januar 2022 | Fläche km² | Dichte Einw./km² | Code INSEE | Arrondissement(e)              |
| -------------------------- | --------- | ------------------------ | ---------- | ---------------- | ---------- | ------------------------------ |
| Antony                     | 1         | 64.026                   | 9,56       | 6.697            | 9201       | Antony                         |
| Asnières-sur-Seine         | 1⁄2       | 74.612                   | 3,96       | 18.841           | 9202       | Nanterre                       |
| Bagneux                    | 2         | 64.787                   | 6,05       | 10.709           | 9203       | Antony                         |
| Boulogne-Billancourt-1     | 1⁄2       | 65.838                   | 3,59       | 18.339           | 9204       | Boulogne-Billancourt           |
| Boulogne-Billancourt-2     | 1 ⁄2      | 77.149                   | 6,49       | 11.887           | 9205       | Boulogne-Billancourt           |
| Châtenay-Malabry           | 3         | 85.123                   | 13,41      | 6.348            | 9206       | Antony                         |
| Châtillon                  | 2         | 60.810                   | 5,43       | 11.199           | 9207       | Antony                         |
| Clamart                    | 2         | 85.389                   | 10,33      | 8.266            | 9208       | Antony, Boulogne-Billancourt   |
| Clichy                     | 1         | 65.102                   | 3,08       | 21.137           | 9209       | Nanterre                       |
| Colombes-1                 | 1⁄2       | 76.954                   | 6,72       | 11.451           | 9210       | Nanterre                       |
| Colombes-2                 | 2 1⁄2     | 72.942                   | 4,79       | 15.228           | 9211       | Nanterre                       |
| Courbevoie-1               | 1         | 68.474                   | 4,42       | 15.492           | 9212       | Nanterre                       |
| Courbevoie-2               | 1 ⁄2      | 74.514                   | 3,80       | 19.609           | 9213       | Nanterre                       |
| Gennevilliers              | 2         | 76.440                   | 14,84      | 5.151            | 9214       | Nanterre                       |
| Issy-les-Moulineaux        | 1         | 67.695                   | 4,25       | 15.928           | 9215       | Boulogne-Billancourt           |
| Levallois-Perret           | 1         | 68.412                   | 2,41       | 28.387           | 9216       | Nanterre                       |
| Meudon                     | 2         | 66.920                   | 13,45      | 4.975            | 9217       | Boulogne-Billancourt           |
| Montrouge                  | 2         | 76.456                   | 4,14       | 18.468           | 9218       | Antony                         |
| Nanterre-1                 | 1⁄2       | 66.219                   | 9,24       | 7.167            | 9219       | Nanterre                       |
| Nanterre-2                 | 1 ⁄2      | 80.832                   | 6,74       | 11.993           | 9220       | Nanterre                       |
| Neuilly-sur-Seine          | 1         | 59.200                   | 3,73       | 15.871           | 9221       | Nanterre                       |
| Rueil-Malmaison            | 1         | 80.842                   | 14,70      | 5.499            | 9222       | Nanterre                       |
| Saint-Cloud                | 5         | 68.699                   | 20,48      | 3.354            | 9223       | Boulogne-Billancourt, Nanterre |
| Département Hauts-de-Seine | 36        | 1.647.435                | 175,61     | 9.381            | 92         | –                              |

## Ehemalige Kantone
Vor der landesweiten Neuordnung der Kantone im März 2015 teilte sich das Département in 46 Kantone:
| Arrondissement       | Kantone |
| -------------------- | --- |
| Antony               | Antony, Bagneux, Bourg-la-Reine, Châtenay-Malabry, Châtillon, Clamart, Fontenay-aux-Roses, Malakoff, Montrouge, Le Plessis-Robinson, Sceaux, Vanves |
| Boulogne-Billancourt | Boulogne-Billancourt-Nord-Est, Boulogne-Billancourt-Nord-Ouest, Boulogne-Billancourt-Sud, Chaville, Issy-les-Moulineaux-Est, Issy-les-Moulineaux-Ouest, Meudon, Saint-Cloud, Sèvres |
| Nanterre             | Asnières-sur-Seine-Nord, Asnières-sur-Seine-Sud, Bois-Colombes, Clichy, Colombes-Nord-Est, Colombes-Nord-Ouest, Colombes-Sud, Courbevoie-Nord, Courbevoie-Sud, Garches, La Garenne-Colombes, Gennevilliers-Nord, Gennevilliers-Sud, Levallois-Perret-Nord, Levallois-Perret-Sud, Nanterre-Nord, Nanterre-Sud-Est, Nanterre-Sud-Ouest, Neuilly-sur-Seine-Nord, Neuilly-sur-Seine-Sud, Puteaux, Rueil-Malmaison, Suresnes, Villeneuve-la-Garenne |